# Marie Berthe de Rohan
Titre
Épouse du prétendant légitimiste au trône de France et du prétendant carliste au trône d'Espagne
23 avril 1894 – 18 juillet 1909
(15 ans, 2 mois et 20 jours)
Signature
Marie Berthe de Rohan est née le 21 mai 1868 à Teplitz, dans le royaume de Bohême (Autriche-Hongrie) et morte à Vienne (à l’époque allemande) le 19 janvier 1945.
Issue de la maison de Rohan, elle devient en 1894 l'épouse de Charles de Bourbon (1848-1909), prétendant au trône d'Espagne et au trône de France, et porte le titre de duchesse de Madrid.

## Biographie

### Enfance
Marie Berthe Françoise Félicie Jeanne de Rohan-Guéméné naît le 21 mai 1868 à Teplitz. Fille cadette du prince Arthur de Rohan (1826-1885), prince de Rochefort et de la comtesse Gabrielle de Waldstein-Wartenberg (1827-1890), la princesse Marie Berthe de Rohan appartient à une famille de la haute noblesse autrichienne d’origine française. La branche de Rochefort (rameau de celle de Guéméné), dont Marie Berthe de Rohan est issue par son père, appartient à la maison de Rohan, une des familles les plus prestigieuses de Bretagne. Elle est la sœur du prince Alain de Rohan (1853-1914).
Le père de Marie Berthe de Rohan meurt en 1885 alors que la jeune fille n’a que seize ans. Elle  s’occupe alors de sa mère durant cinq ans, jusqu’au décès de cette dernière en janvier 1890.
Pendant son enfance, la princesse fréquente la famille impériale autrichienne. L’empereur François-Joseph est d’ailleurs assez proche de la famille de Rohan, le grand-père de Marie Berthe de Rohan ayant été conseiller privé de l’empereur. Ce dernier la traite comme une archiduchesse d’Autriche même si elle ne l’est pas.

### Mariage
Après le décès de Marguerite de Bourbon-Parme en 1893, son veuf, le duc de Madrid, cherche à se remarier. Pour ce faire, il demande à sa mère de lui dresser une liste de princesses célibataires, les deux noms en tête étant celui de la princesse Thérèse de Liechtenstein (fille d’Alfred de Liechtenstein et tante de François-Joseph II) ainsi que celui de Marie Berthe de Rohan. Après avoir rencontré la princesse Thérèse qu’il trouve très gracieuse et très sympathique, le duc de Madrid se tourne vers Berthe, à cause de son écart d’âge avec Thérèse.
Pour rencontrer le duc de Madrid, Marie Berthe de Rohan demande de l’aide à sa tante, Sophie de Liechtenstein. Cette dernière organise donc un voyage à l’hôtel Wurtemberg où séjourne également don Carlos. Le stratagème réussit et Marie Berthe de Rohan fait très bonne impression sur le duc bien qu’elle soit timide. Don Carlos la trouve par ailleurs très belle avec sa grande taille, ses cheveux blonds et ses yeux bleus.
Le 28 avril 1894, dans la chapelle de l'archevêché de Prague, Marie Berthe de Rohan épouse ainsi le prince Charles de Bourbon (1848-1909), duc de Madrid, chef de la maison de Bourbon, prétendant aux trônes d'Espagne et de France. La réception qui suit eut lieu dans le splendide palais du comte Wallestein, oncle de Marie Berthe de Rohan, désormais duchesse de Madrid.
Le duc de Madrid avait eu cinq enfants avec la princesse Marguerite de Bourbon-Parme. Il n'a aucun enfant avec Marie Berthe de Rohan.

### Vie maritale et mort
Le couple reste uni et se rend en Égypte en 1895 pour y passer l’hiver. Là, ils sont admirablement reçus par le khédive Twefik Pacha, grand ami de Don Carlos. L’héritier de Twefik Pacha conserve une certaine proximité avec le duc de Madrid à qui il vient rendre visite à Venise. De plus, le couple ducal est très proche du cardinal Sarto, devenu Pie X en 1903. Durant toute leur union, Don Carlos et la duchesse de Madrid accueillent de nombreux invités dans leur palais de Loredán dont le politique Manuel Polo ou encore l’impératrice Eugénie en 1906.
La jeune femme se fait rapidement détester de ses beaux-enfants car elle « ne comprend rien au carlisme » mais également à cause de sa personnalité « réactionnaire et trop autrichienne ».
La duchesse de Madrid devient veuve le 18 juillet 1909. Après les funérailles, l’enterrement a lieu dans la cathédrale Saint-Juste de Trieste le 24, après la célébration d'une messe funéraire présidée par duchesse et par Jacques de Bourbon et Blanche de Bourbon, enfants aînés de don Carlos.
Après la mort de son mari et la Première Guerre mondiale, la duchesse de Madrid, qui vit en Autriche, séjourne souvent en France (pays d'origine des Rohan autant que des Bourbons) pendant l'été, notamment au château des Perrais. Pour les légitimistes, elle est de jure la reine (son beau-fils, le duc d'Anjou et de Madrid, est célibataire).
La duchesse de Madrid part en voyage en Espagne en février 1926. Ce voyage est un souhait longtemps émis mais qui n’a pu se faire pendant longtemps à cause de son lien avec le carlisme. Là, elle s’installe à Madrid où elle reçoit le roi Alphonse XIII et la reine Victoire-Eugénie ainsi que bon nombre d’aristocrates espagnols.
Marie Berthe de Rohan meurt à Vienne le 19 janvier 1945 dans une Autriche faisant partie du IIIe Reich. Elle avait 76 ans. On ignore où elle est inhumée.

## Titulature et honneurs

### En Espagne
- 21 mai 1868 - 18 avril 1894 : Son Altesse la princesse Marie Berthe de Rohan,
- 18 avril 1894 - 12 janvier 1945 : Son Altesse Royale la duchesse de Madrid
  - Sa Majesté la reine d’Espagne
  - Sa Majesté la reine douairière d’Espagne.

### En France (légitimiste)
- 21 mai 1868 - 18 avril 1894 : Son Altesse la princesse Marie Berthe de Rohan,
- 18 avril 1894 - 12 janvier 1945 : Son Altesse Royale la duchesse de Madrid
  - Sa Majesté la reine de France et de Navarre
  - Sa Majesté la reine douairière de France et de Navarre.

### Décorations
Dame de l’Ordre de la Reine Marie-Louise (18 avril 1894),.